# Nanny
Gnome Nanny permite controlar fácilmente lo que los menores hacen en el ordenador. Permite limitar cuánto tiempo al día cada usuario navega por la web, chatea o usa el correo electrónico. También se puede decidir a qué horas del día pueden hacer estas cosas los diferentes usuarios.
Gnome Nanny filtra las páginas que ve cada usuario, de manera que se puede bloquear todas las webs no deseadas y que los niños se diviertan en Internet con tranquilidad.
La aplicación GNOME Nanny te permite controlar lo que hacen los usuarios. Incluye estas características:
- Controla qué sitios web se pueden o no visitar
- A qué horas de la semana o por cuanto tiempo puede un usuario:
  - Usar el ordenador
  - Navegar
  - Correo
  - Mensajería Instantánea

Nanny viene como aplicación por defecto en diferentes distribuciones de linux entre ellas Guadalinex.

## Desarrollo
Nanny es un proyecto basado en software libre impulsado por la Junta de Andalucía, y desarrollado por OpenShine. 
Proyecto en la forja de Guadalinex: http://forja.guadalinex.org/webs/nanny/doku.php (enlace roto disponible en Internet Archive; véase el historial, la primera versión y la última).
Aunque originalmente está pensado para su inclusión en Guadalinex, el desarrollo se lleva a cabo en Gnome: http://projects.gnome.org/nanny/